# Quiet Life
Az 1979-es Quiet Life a Japan harmadik nagylemeze. Először Japánban, Németországban, Kanadában és más államokban jelent meg 1979 decemberében, az Egyesült Királyságban csak 1980 januárjában. Zeneileg eltávolodtak a korábbi albumoktól, melyek alternatív glam rock jellegűek voltak, szemben a Quiet Life new wave hangzásával. Ez az utolsó album, melyet a Hansa Records számára készítettek (a későbbi albumaikat a Virgin adta ki). Később a Hansa kiadott egy válogatást (Assemblage), amely a náluk felvett legjobb dalokat tartalmazta. A lemez jellegzetessége, hogy David Sylvian itt használta először újonnan felfedezett bariton énekstílusát, mely egyedivé tette a zenekar zenéjét.
Bár a kiadása után nem ért el sikereket (a Brit albumlista 72. helyéig jutott 1980 februárjában), 1982-ben visszatért a listákra (hála a Tin Drum és Assemblage sikerének). Ekkor az 53. helyig jutott, és 1984-ben aranylemez lett. Szerepel az 1001 lemez, amit hallanod kell, mielőtt meghalsz című könyvben.
A címadó dal az albumhoz hasonlóan kevés sikert könyvelhetett el, de 1981-ben, újabb kiadása után Top 20-as lett. Három további dal lett Top 40-es az Egyesült Királyságban 1982-ben: Life In Tokyo, European Son, I Second That Emotion, utóbbi a legjobb 10-be is bekerült.

## Az album dalai
| 1. | Quiet Life           | David Sylvian | 4:53 |
| 2. | Fall in Love with Me | David Sylvian | 4:31 |
| 3. | Despair              | David Sylvian | 5:56 |
| 4. | In Vogue             | David Sylvian | 6:30 |

| 1. | Halloween              | David Sylvian | 4:24 |
| 2. | All Tomorrow's Parties | Lou Reed      | 5:43 |
| 3. | Alien                  | David Sylvian | 5:01 |
| 4. | The Other Side of Life | David Sylvian | 7:26 |

## Kislemezek
- Quiet Life
- All Tomorrow's Parties

## Közreműködők
- David Sylvian – ének, gitár
- Rob Dean – gitár, háttérvokál
- Richard Barbieri – szintetizátor, billentyűk
- Mick Karn – basszusgitár, szaxofon, fuvola, háttérvokál
- Steve Jansen – dob, ütőhangszerek, háttérvokál
- Ann Odell – hangszerelés
- Martyn Ford – karmester

### Produkció
- Japan – producer
- Simon Napier-Bell – producer
- John Punter – producer, hangmérnök
- Colin Fairley – hangmérnök
- Keith Bessey – hangmérnök (All Tomorrow's Parties)

## Fordítás
Ez a szócikk részben vagy egészben a Quiet Life című angol Wikipédia-szócikk ezen változatának fordításán alapul.  Az eredeti cikk szerkesztőit annak laptörténete sorolja fel. Ez a jelzés csupán a megfogalmazás eredetét és a szerzői jogokat jelzi, nem szolgál a cikkben szereplő információk forrásmegjelöléseként.